# 悟真篇
《悟真篇》是北宋道士张伯端在熙宁八年（1075年）所作的一部论述内丹修炼的著作，是道教内丹丹法的主要经典之一，其丹经地位与魏伯阳的《周易参同契》相仿。全书由诗词歌曲等体裁写成。
《四库全书总目》称：“是书专明金丹之要，与魏伯阳参同契，道家并推为正宗。”《悟真篇》一书在《宋史·艺文志》、宋马端临《文献通考》、陈振孙《直斋书录解题》、明《道藏》及清《古今图书集成》中皆有著录。其传世本很多，作注者不乏其人。
全书以诗词形式论述内丹修炼，包括七言四韵16首，绝句64首，五言1首，续添西江月12首。总结了北宋以来的内单方术，继承了钟离权、吕洞宾的性命双修学说，并且对陈抟《无极图》中“煉精化氣”、“煉氣化神”、“煉神還虛”等思想作了进一步发挥。
16首七言律诗为总论，指出修炼内丹才是得道成仙的唯一途径，各种旁门小术难以得道成仙。并且指出了内丹修炼需要注意的一些地方。
64首绝句详细讲述了内丹修炼的过程和方法，指明了需先立鼎器、再捡药物，后明火候。
1首五言说明功法的全过程。12首西江月多重复前面诗词的论述。
卷末还附有《歌颂诗曲杂言》32首，用禅宗修炼来辅助说明内丹修炼。

## 注解
- (宋)翁葆光、(元)戴啟宗，《紫陽真人悟真篇註疏》
- (宋) 夏元鼎，《紫陽真人悟真篇講義》
- (宋) 翁葆光、陸墅、(元)陳致虛，《紫陽真人悟真篇三注》
- (明)陸西星，《悟真篇小序》
- (明)董德寧，《悟真篇正義》
- (清)仇兆鰲，《悟真篇集注》
- (清)朱元育，《悟真篇闡幽》
- (清)劉一明，《悟真直指》

## 外部連結
- 悟真篇
- 鄭素春：〈道教南宗煉養寶典——《悟真篇》的詮釋與應用 （页面存档备份，存于）〉。